# Ferropolis

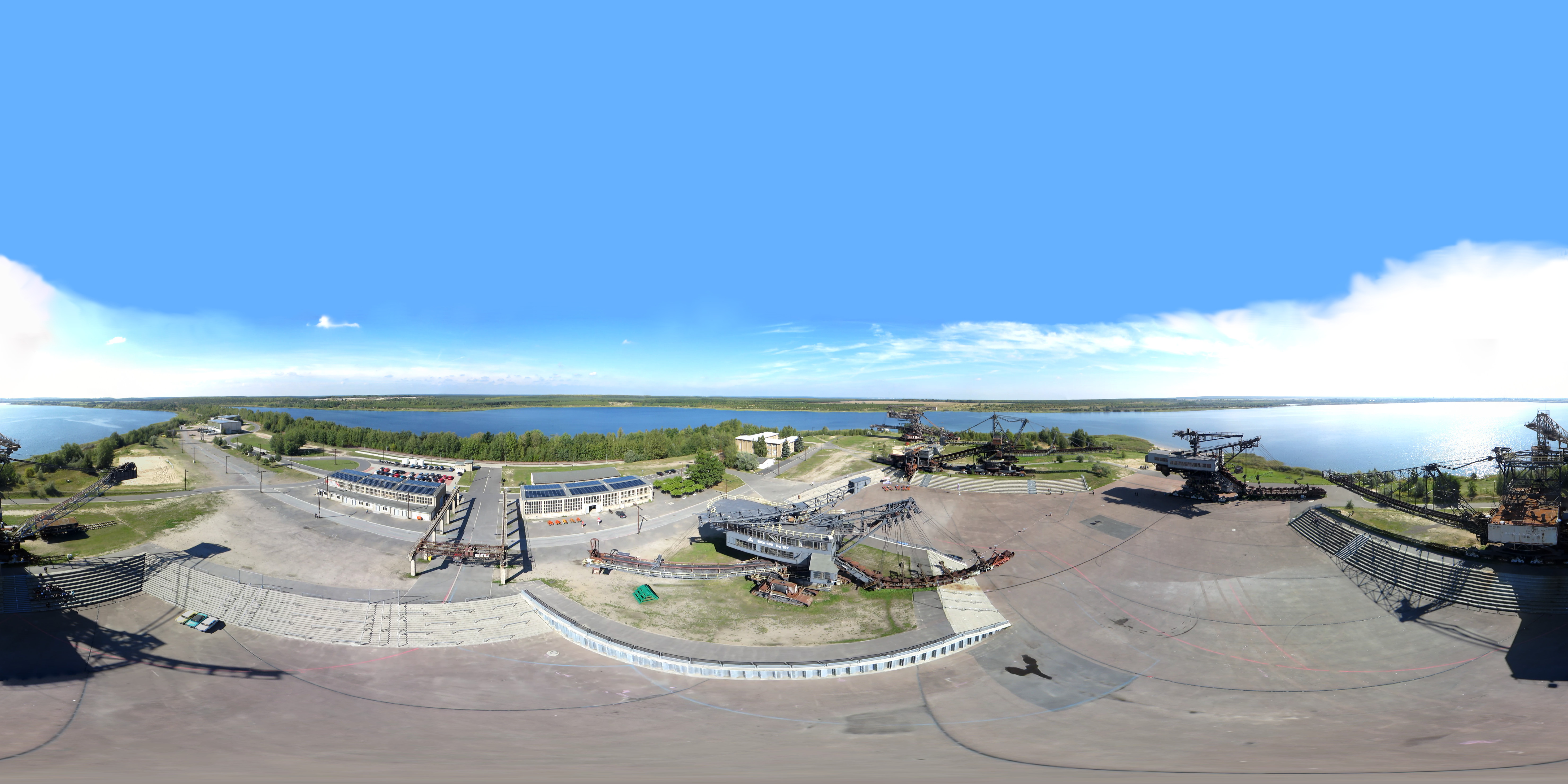
Vista panoràmica de Ferropolis

Ferropolis («ciutat de ferro») és un museu a l'aire lliure de màquines industrials antigues de grans dimensions a Gräfenhainichen, una ciutat alemanya entre Wittenberg i Dessau. És un museu obert que conté màquines de mitjans de segle xx. Poden mesurar fins a 30 metres d'alçada i 120 metres de llarg, i pesen fins a 1.980 tones. A més, la zona s'utilitza per a diversos esdeveniments com ara concerts d'òpera o festivals de música.

## Història
El museu es troba a l'emplaçament d'una antiga explotació minera. El ministre de finances de Saxònia-Anhalt va crear formalment el projecte el 14 de desembre de 1995. El desembre de 2005, el museu es va integrar a la Ruta Europea del Patrimoni Industrial.

## Galeria

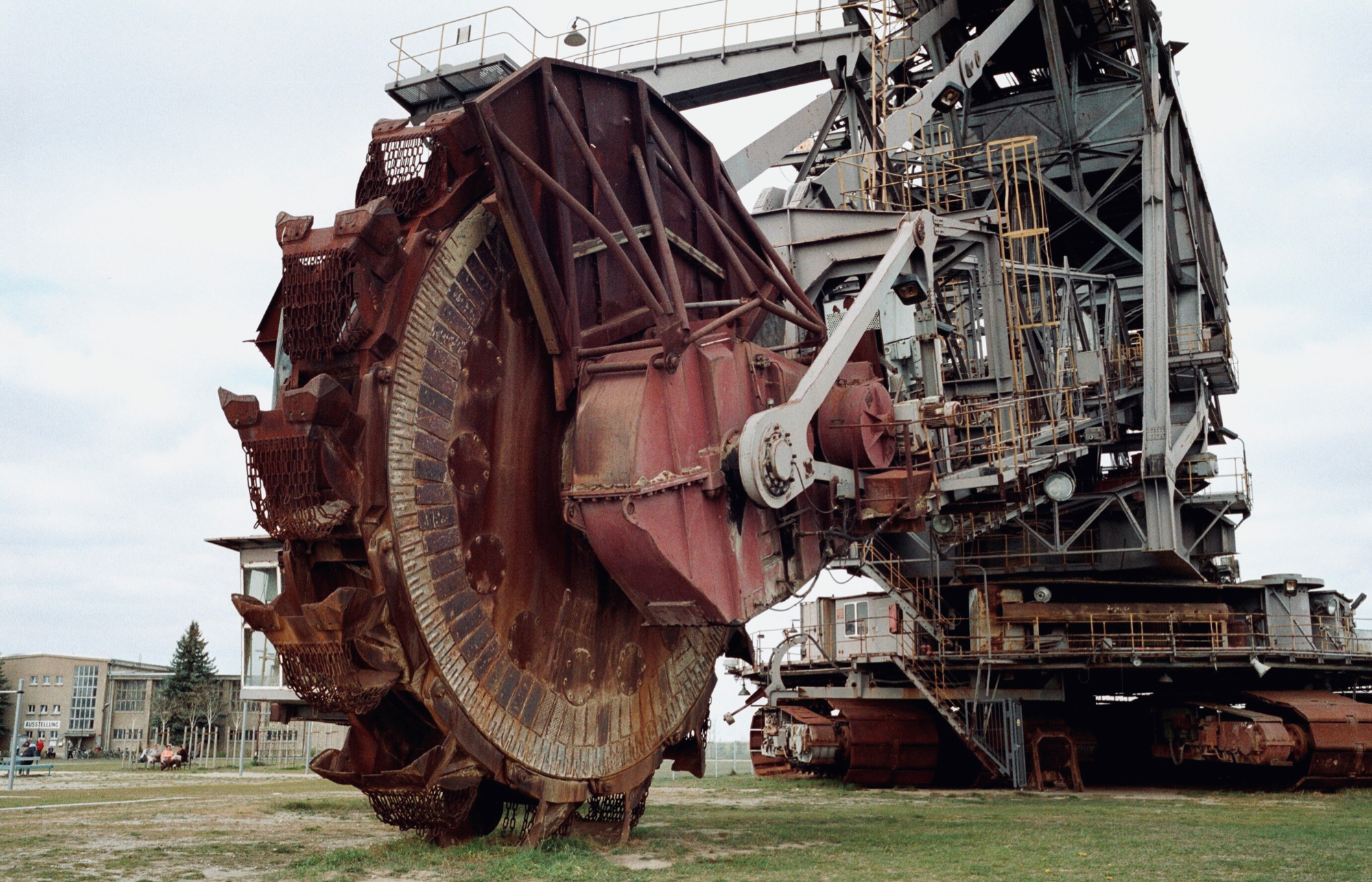
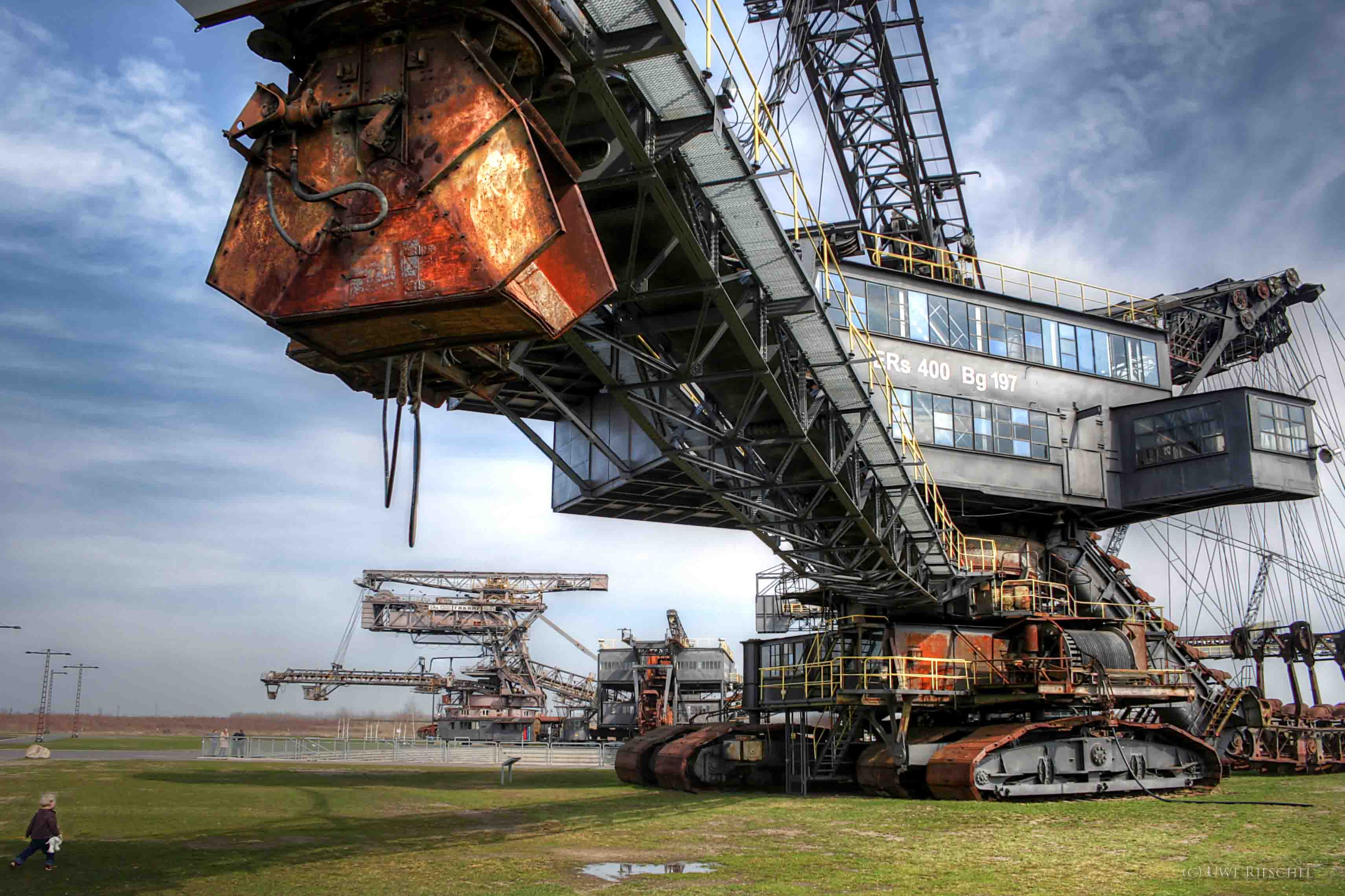
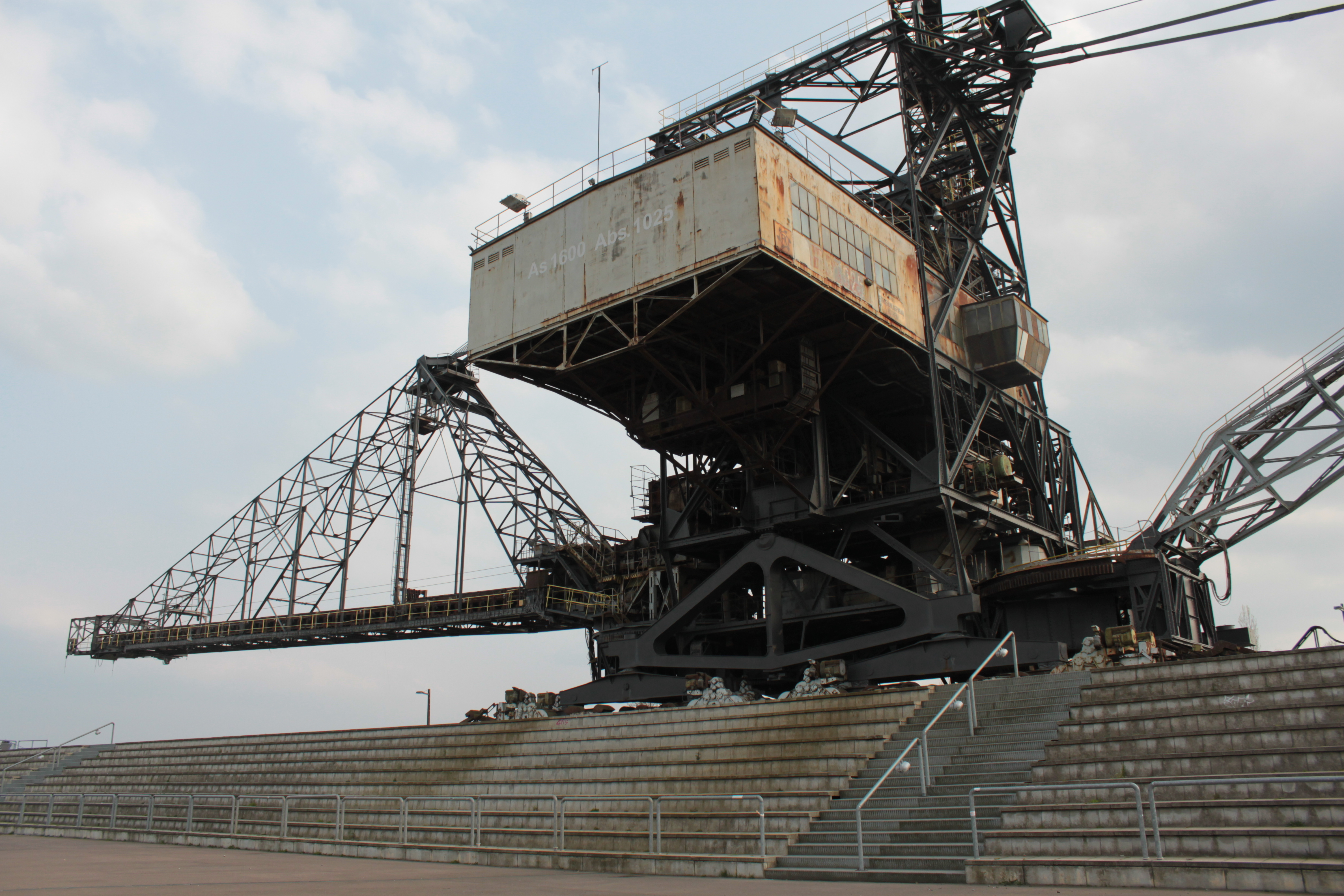
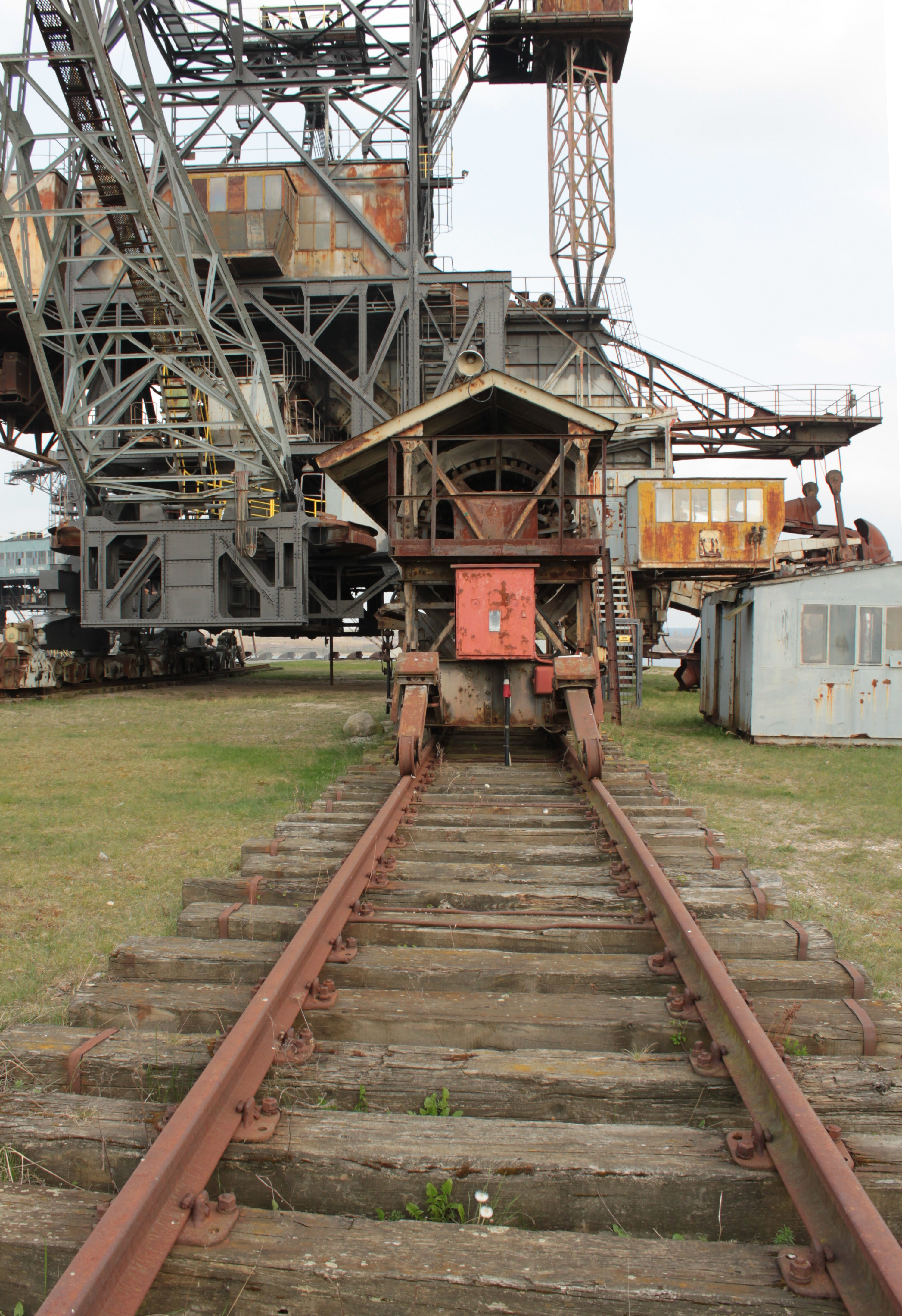
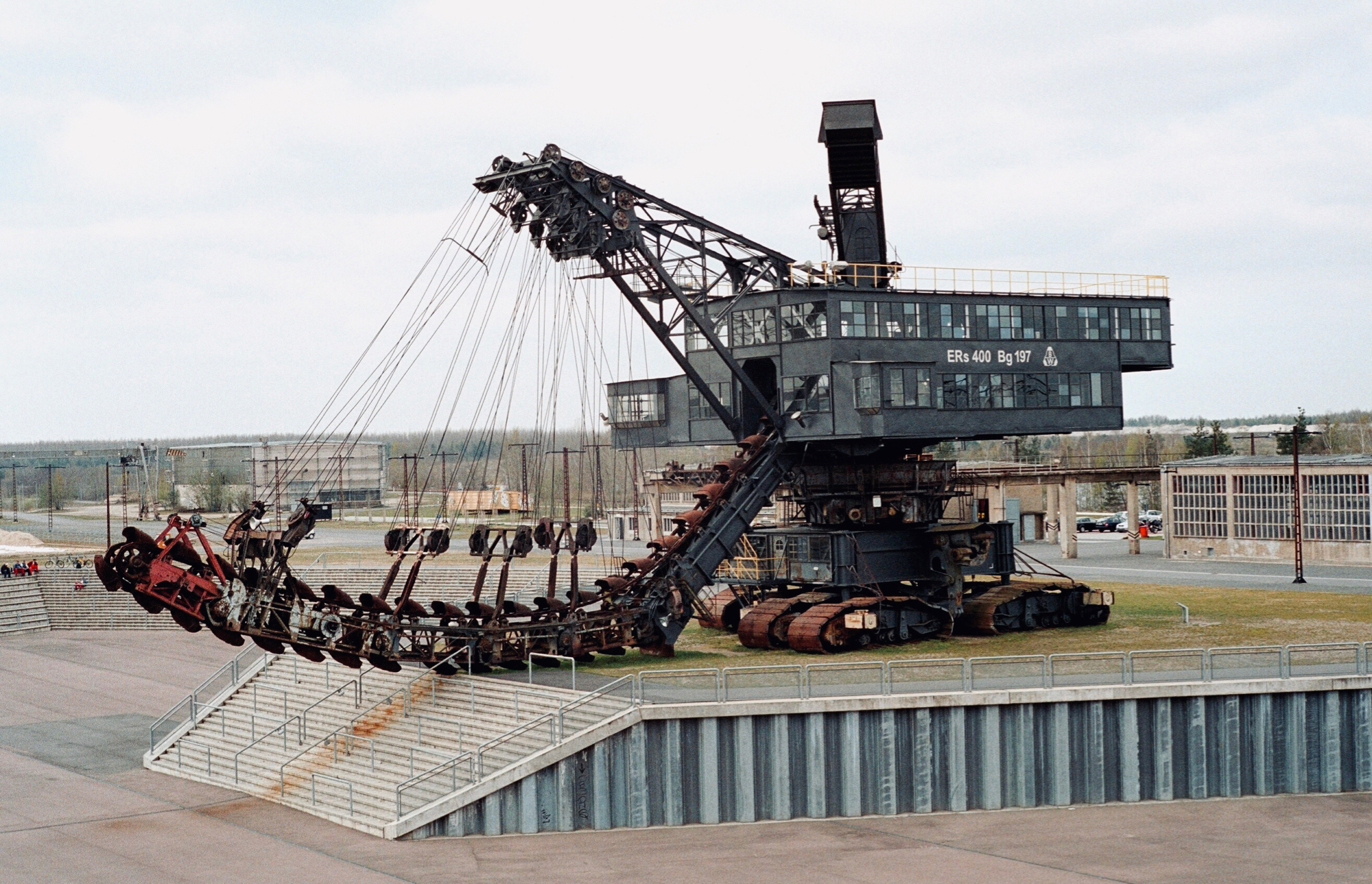
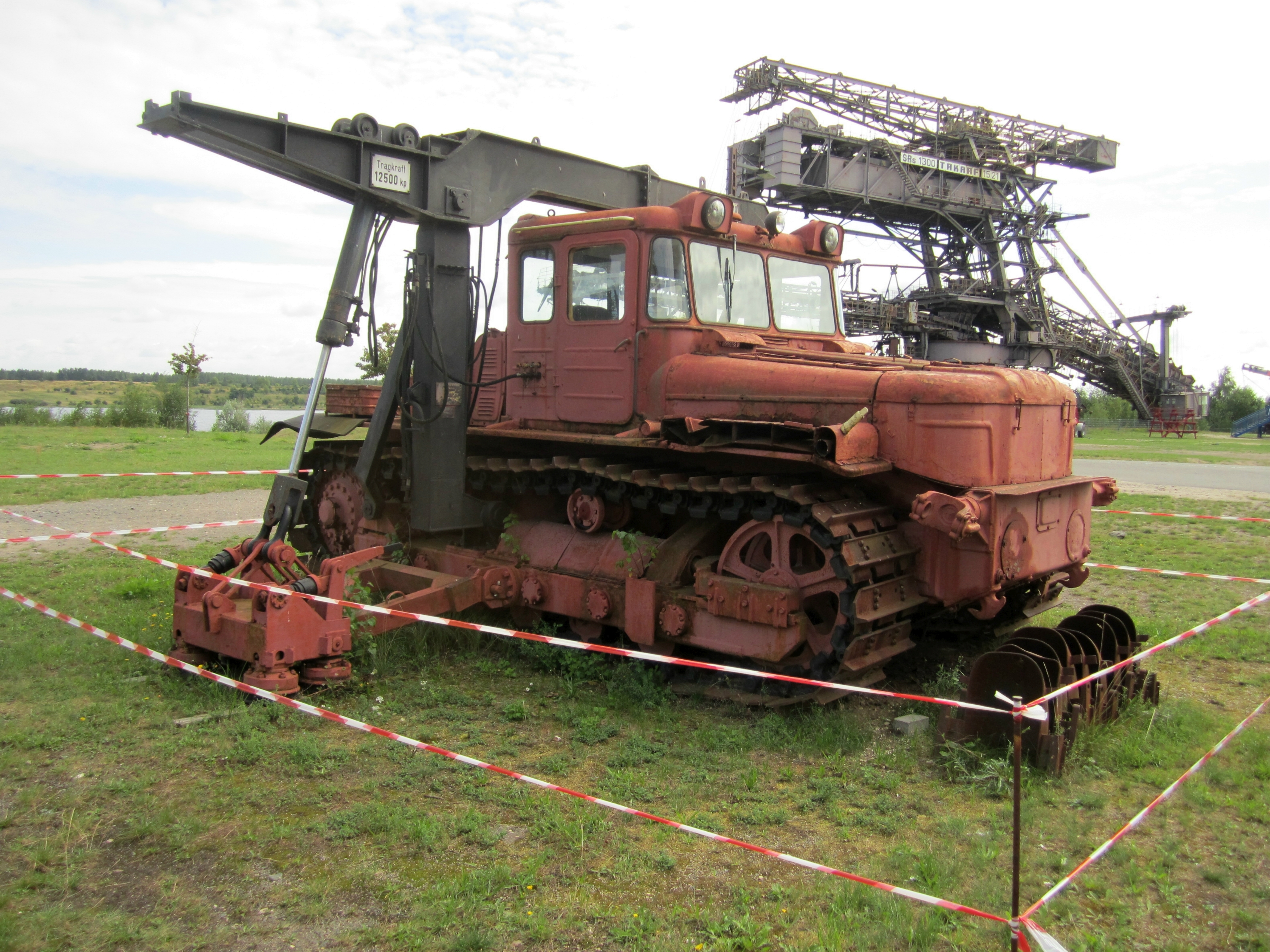